# Gamewell
Gamewell is een plaats (town) in de Amerikaanse staat North Carolina, en valt bestuurlijk gezien onder Caldwell County.

## Demografie
Bij de volkstelling in 2000 werd het aantal inwoners vastgesteld op 3644.
In 2006 is het aantal inwoners door het United States Census Bureau geschat op 3885, een stijging van 241 (6,6%).

## Geografie
Volgens het United States Census Bureau beslaat de plaats een oppervlakte van
20,6 km², geheel bestaande uit land.

## Plaatsen in de nabije omgeving
De onderstaande figuur toont nabijgelegen plaatsen in een straal van 16 km rond Gamewell.